# Entreprise d'entraînement
Pour les articles homonymes, voir EEP.
Une entreprise d´entraînement (EE) ou Entreprise d’Entraînement Pédagogique (EEP) est une entreprise fictive utilisée comme centre de formation pratique pour plonger des personnes sans emploi dans un contexte professionnel réel.
Ce concept a été développé en Allemagne dès les années 1870, en France depuis les années 1990.
Elle fonctionne comme une entreprise réelle, dont elle copie les procédures, produits et services. Les entreprises d’entraînement pédagogiques travaillent entre elles en utilisant les procédures commerciales telles qu’on les rencontre dans l’environnement économique mondial.
Bien qu’il n’y ait aucun transfert de produits, de services ni d’argent, on retrouve parmi les activités principales entre autres des demandes de prix, des offres, des commandes, de la gestion comptable, de la gestion de stock, des plannings logistiques, etc. Les EEP effectuent des études de marché simulées, elles développent des activités de promotion, de transport, de planning, de taxation, de gestion de personnel.
L’entreprise d’entraînement pédagogique est utilisée comme cadre et méthode pour la formation et l’entraînement au commerce, à la comptabilité, à l’informatique, au marketing et à la vente, à l’achat, à la gestion de personnel.
Les EEP fonctionnent au sein de réseaux nationaux - le REEP EUROENT'ENT en France - et d'un réseau mondial qui comporte plus de 5 300 EEP réparties à travers 42 pays. Parmi les objectifs de la méthodologie on retrouve l’éducation à l’esprit d’initiative, l’esprit d’entreprendre mais aussi la formation à la création et à la gestion d’une société. Le réseau international des EEP s’appelle PEN Worldwide PEN Worldwide - Practical Entrepreneurship Training Worldwide. 